# 済南地下鉄
済南地下鉄（さいなんちかてつ、中文表記: 济南地铁、英文表記: Jinan Metro）は、中華人民共和国山東省済南市において営業中の地下鉄である。

## 路線

### 営業中
- ■1号線 方特駅 - 工研院駅
- ■2号線 王府荘駅 - 彭家荘駅
- ■3号線 龍洞駅 - 機場南駅

### 建設中・計画中(2025年まで)
- ■3号線 機場南駅 - 機場北駅 (二期)
- ■4号線 小高荘駅 - 彭家荘駅
- ■6号線 位里荘駅 - 梁王東駅
- ■7号線 済南北站駅 - 鳳凰南路駅
- ■8号線 邢村駅 - 清源大街駅
- ■9号線 黄河南岸駅 - 毛荘駅

## 運賃など
- 基本的には「単程票」と称する1回限りのカード式のきっぷか、「泉城通」と称する済南市のICカードで対応。
- 「泉城通」は概ね各駅に設置されている窓口の係員に申し出れば、対応はしてもらえる。その際はカード本体のデポジット分とチャージ分の金額を支払えば簡単に発行は可能で、地下鉄の各駅以外にも済南市内にも取り扱っている販売店もいくらか存在している。
- 「単程票」の購入は券売機では現金対応していないため、現金で購入だと基本的に窓口での購入となっている。(2020年1月当時)